# Radziejewo (Pieniężno)
Radziejewo (deutsch Sonnwalde) ist ein Dorf in der polnischen Woiwodschaft Ermland-Masuren. Es gehört zur Stadt- und Landgemeinde Pieniężno (Mehlsack) im Powiat Braniewski (Kreis Braunsberg).

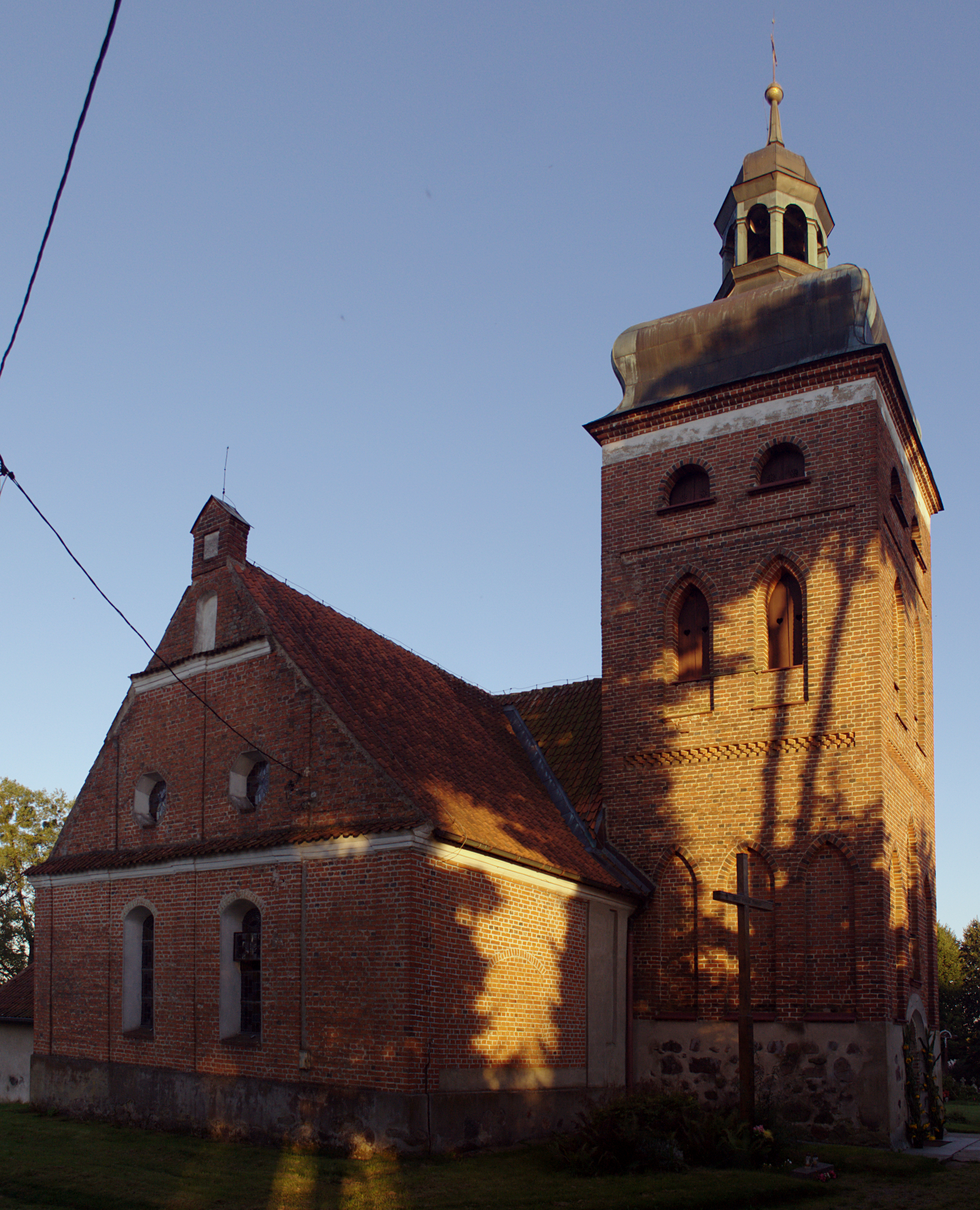
Dorfkirche in Radziejewo

## Geographische Lage
Radziejewo liegt im Nordwesten der Woiwodschaft Ermland-Masuren, 32 Kilometer südöstlich der Kreisstadt Braniewo (Braunsberg).

## Geschichte
Das Kirchdorf Sonnwald – nach 1820 Sonnenwalde und nach 1900 Sonnwalde genannt – kam 1874 als Landgemeinde zum neu errichteten Amtsbezirk Layß (polnisch Łajsy) im ostpreußischen Kreis Braunsberg, Regierungsbezirk Königsberg. Im Jahre 1910 zählte das Dorf 553 Einwohner.
Am 17. Oktober 1928 vergrößerte sich die Landgemeinde Sonnwalde um den Nachbarort Lindmannsdorf (polnisch Wola Lipecka), der eingemeindet wurde. Die Einwohnerzahl der auf diese Weise neu formierten Gemeinde belief sich 1933 auf 570 und 1939 auf 545.
Mit der Abtretung des gesamten südlichen Ostpreußen 1945 in Kriegsfolge an Polen erhielt Sonnwald die polnische Namensform „Radziejewo“. Heute ist das Dorf eine Ortschaft im Verbund der Gmina Pieniężno (Stadt- und Landgemeinde Mehlsack) im Powiat Braniewski (Kreis Braunsberg), von 1975 bis 1998 der Woiwodschaft Elbląg, seither der Woiwodschaft Ermland-Masuren zugehörig. Im Jahre 2021 zählte Radziejewo 203 Einwohner.

## Religion
Die römisch-katholische Kirche in Radziejewo ist ein gotisches Backsteinbauwerk, das wohl auf Grundmauern eines Vorgängerbaus errichtet und im Jahre 1583 von Bischof Martin Cromer geweiht wurde. Zwischen 1630 und 1854 wurde sie mehrfach verändert und auch erweitert, 1854 wurde der Turm angebaut. Die barocke Innenausstattung stammt im Wesentlichen aus dem 18. Jahrhundert. Eingepfarrt ist der Ort Wola Lipecka (Landmannsdorf), Filialkirchort ist Lechowo (Lichtenau). Die dem Abt St. Antonius der Große geweihte Pfarrkirche untersteht dem Dekanat Orneta (Wormoditt) (bis 2022 Dekanat Pieniężno) im Erzbistum Ermland.
Radziejewo war und ist kein evangelischer Kirchort. Die evangelischen Einwohner gehörten zur Pfarrkirche Mehlsack in der Kirchenprovinz Ostpreußen der Kirche der Altpreußischen Union. Heute gehören sie zur Diözese Masuren der Evangelisch-Augsburgischen Kirche in Polen.

## Verkehr
Radziejewo liegt an einer Nebenstraße, die von Pieniężno (Mehlsack) nach Lelkowo (Lichtenau) führt. Dabei handelt es sich um einen Streckenabschnitt der früheren deutschen Reichsstraße 142. Eine von Henrykowo (Heinrikau) kommende Straße endet zudem in Radziejewo.
Henrykowo ist die nächsten Bahnstation. Sie liegt an der PKP-Bahnstrecke Olsztyn Gutkowo–Braniewo.